# Архоти
Архоти (груз. არხოტი) — село в Грузии, на территории Тетрицкаройского муниципалитета края (мхаре) Квемо-Картли.

## География
Село находится в юго-восточной части Грузии, на левом берегу реки Алгети, на расстоянии приблизительно 21 километра (по прямой) к северо-западу от города Тетри-Цкаро, административного центра муниципалитета. Абсолютная высота — 1234 метра над уровнем моря.

## Население
По результатам официальной переписи населения 2014 года в Архоти проживало 16 человек (7 мужчин и 9 женщин). В национальной структуре населения грузины составляли 56,3 %, осетины — 43,7 %.
| Год  | Население, человек |
| ---- | ------------------ |
| 2002 | 20                 |
| 2014 | ↘ 16               |